# Aragosaurus ischiaticus
L'aragosauro (Aragosaurus ischiaticus) era un grande dinosauro erbivoro del Cretacico inferiore appartenente al gruppo dei sauropodi, enormi creature con collo e coda lunghi. Questo animale, descritto nel 1987 sulla base di fossili che comprendevano svariate vertebre caudali e una scapola, è stato il primo dinosauro scoperto in Spagna a rappresentare un genere fino ad allora sconosciuto.

## Parentele
Lungo circa 16 metri, Aragosaurus sembrerebbe essere un parente sopravvissuto del più noto Camarasaurus, del Giurassico superiore nordamericano, e del Lourinhasaurus ritrovato in Portogallo.